# Kochaw Ja’ir
Kochaw Ja’ir (hebr. כוכב יאיר; pol. Gwiazda Jaira) – samorząd lokalny położony w Dystrykcie Centralnym, w Izraelu.
Leży w zachodniej części Samarii, w otoczeniu miasta Tira, moszawów Azri’el i Cur Natan, kibucu Ejal, wioski Cur Jicchak, oraz osiedla żydowskiego Cufim. Na południe i wschód od miasta przebiega granica terytoriów Autonomii Palestyńskiej, która jest strzeżona przez mur bezpieczeństwa. Po stronie palestyńskiej znajduje się miasto Kalkilja oraz wioski Dżajus i Falamieh.

## Historia
Osiedle zostało założone w 1981 przez grupę 15 żydowskich rodzin. W dwa lata później rozpoczęto prace przy rozbudowie infrastruktury pod przyszłe miasto. W 1986 do nowych domów wprowadziło się 550 rodzin. Osiedle nazwano na cześć Awrahama Sterna (1907–1942), który był przywódcą radykalnej żydowskiej organizacji militarnej Lechi i nosił pseudonim Ja’ir (na cześć Jaira).
W 1991 na południe od Kochaw Ja’ir utworzono nowe osiedle, nazwane Tsur Igal (hebr. צוּר יִגְאָל; pol. Skała Igala). Na wiosnę 1994 pierwsze rodziny wprowadziły się do nowych domów. Osiedle nazwano na cześć Igala Kohena, który był członkiem Knesetu.
W listopadzie 2003 nastąpiło połączenie miasteczka Kochaw Ja’ir z sąsiednim osiedlem Tsur Igal.

## Demografia
Zgodnie z danymi Izraelskiego Centrum Danych Statystycznych w 2008 roku w mieście żyło 11,7 tys. mieszkańców, z czego 99,1% Żydzi.
Populacja miasta pod względem wieku:
| Wiek (w latach) | Procent populacji w % |
| --------------- | --------------------- |
| 0-4             | 5,4%                  |
| 5-9             | 9,0%                  |
| 10-14           | 12,0%                 |
| 15-19           | 10,9%                 |
| 20-29           | 13,9%                 |
| 30-44           | 20,2%                 |
| 45-59           | 22,7%                 |
| ponad 60        | 5,8%                  |

Źródło danych: Central Bureau of Statistics.

## Edukacja
W miejscowości są 2 szkoły podstawowe oraz 1 szkoła średnia.

## Kultura i sport
W miejscowości znajdują się ośrodki kultury, biblioteka, boisko do piłki nożnej oraz basen pływacki.
W zachodniej części miasteczka znajduje się strefa komercyjna z centrum handlowym i rozrywkowym.

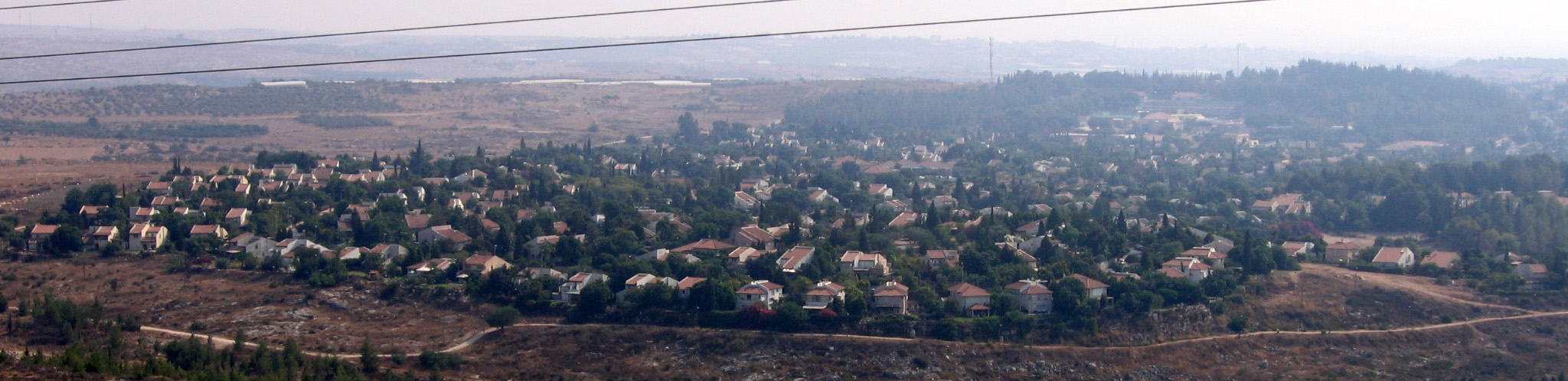
Panorama Kochaw Ja’ir

## Komunikacja
Na zachód od miasta przebiega autostrada nr 6, brak jednak możliwości bezpośredniego wjazdu na nią. Z miasta wyjeżdża się na zachód na drogę nr 444 , którą jadąc na północ dojeżdża się do miasta At-Tajjiba, lub na południe do drogi nr 551 . Drogą nr 551 jadąc na zachód dojeżdża się do węzła drogowego z autostradą nr 6. Lokalną drogą wyjeżdża się na południe na drogę nr 5504, którą jadąc na wschód dojeżdża się do osiedla żydowskiego Cufim.